# Бревери сир Кол
Бревери сир Кол (фр. Breuvery-sur-Coole) насеље је и општина у североисточној Француској у региону Шампањ-Арден, у департману Марна која припада префектури Шалонс ан Шампањ.
По подацима из 2011. године у општини је живело 208 становника, а густина насељености је износила 20,68 становника/km². Општина се простире на површини од 10,06 km². Налази се на средњој надморској висини од 70 метара.

## Демографија
| 1962. | 1968. | 1975. | 1982. | 1990. | 1999. | 2011. |
| ----- | ----- | ----- | ----- | ----- | ----- | ----- |
| 68    | 87    | 76    | 150   | 188   | 200   | 208   |

График промене броја становника у току последњих година